# Jorge Castro (boxeador)
Jorge Fernando Castro (Caleta Olivia, 18 de agosto de 1967), más conocido como Locomotora Castro o Roña Castro, es un exboxeador argentino, campeón mundial de la categoría peso medio (69-75 kg).

## Biografía

### Primeros años
Tiene cinco hermanos. Vivía con su madre, portera de un colegio, porque sus padres estaban separados. El sueldo de su madre era insuficiente para la familia, por lo que desde su infancia tuvo que pedir limosna. Vivió junto a uno de sus hermanos un tiempo con su abuelo y su padre, en Catamarca, quién era alcohólico y los golpeaba. En una visita, su madre los vio con signos de desnutrición y decidió llevárselos a él y a su hermano de vuelta a Caleta Olivia, en donde el primer año vivió con esquiladores de ovejas. A los quince años, el Roña, apodo que obtuvo por su afición a pelearse en las calles, decidió formarse como boxeador.

### Trayectoria
Debutó como profesional el 14 de febrero de 1987, con una victoria por KO frente al chileno Patricio Caracci. Acumuló una racha invicta de 37 peleas y su primera derrota llegó el 10 de junio de 1989 frente a Lorenzo García. Realizó 72 combates en cinco años, 19 de ellos en 1988. El 23 de diciembre de dicho año peleó con Mario Matthysse. Su saldo de este período fue de [67(45KO)-3-2]. En 1989 cumplió su sueño de reabrir el estadio Luna Park, que llevaba ocho años sin presentar boxeo, en una histórica pelea frente al “Puma” Miguel Arroyo. Este combate comenzó a darle reconocimiento internacional.
En estos años realizó peleas en Mónaco, España, Italia, Francia y Estados Unidos, donde se radicó un tiempo y trabajó como sparring en diversos gimnasios de Filadelfia. En 1991 disputó el título Súper Welter frente al bicampeón Terry Norris [29(16)-3-0], perdiendo por UD. Al año siguiente viajó a Pensacola para enfrentar en su casa al local, Roy Jones Jr. [17(17KO)-0]. Perdió por una amplia UD, pero tuvo el honor de ser el primer boxeador en hacerle escuchar las tarjetas a “Súper Roy”, quien declaró que Castro había sido su rival más duro y que hasta el momento nunca le habían pegado tanto.
Fue campeón mundial en 1994, ganándole al campeón Reggie Johnson en Buenos Aires. Después retuvo el título ante Alex Ramos por nocaut, y viaja a Monterrey, para defender el título contra el campeón mundial de la WBO y de la WBA John David Jackson de Filadelfia. Hubo dos peleas posteriores en el programa Pago por visión en inglés pay per view (PPV): Félix Trinidad versus Oba Carr y Julio César Chávez versus Tony López.

### Pelea con John David Jackson
Este combate, por diversas razones, ha sido visto por expertos en boxeo como uno de los más célebres. En el primer asalto, Castro supo dar golpes considerados hábiles, pero a partir del segundo asalto, Jackson comenzó a responder de forma creciente, y demostrar, según expertos, superioridad técnica. A partir del sexto asalto, se comienza a visibilizar las heridas de Castro, quién aparenta cansancio. En el séptimo y octavo asalto, Castro evidenció estar sumamente disminuido en sus capacidades, además de estar perdiendo en las tarjetas. En el noveno asalto, Jackson entró al "in fighting" para terminar la pelea, pero Castro en defensiva le lanzó un golpe con la mano izquierda en la sien y Jackson cayó al piso. Logró erguirse, pero sufrió dos caídas más que terminaron en la declaración de Knockout.
Luego en la conferencia de prensa, Castro llamó a su punch ganador La mano de Dios, en referencia al La mano de Dios de Diego Maradona. Esta pelea, y el noveno asalto, fueron declarados pelea del año y asalto del año respectivamente por la revista estadounidense de boxeo Ring.
Castro defendió la corona dos veces más, incluyendo la revancha a Johnson, y luego la perdió con Shinji Takehara por decisión de tarjetas en el duodécimo asalto en 1995.

### Carrera posterior
En 1997 peleó dos "10 rounds"  en las 168 libras o peso super mediano contra el ex tetracampeón mundial, el panameño Roberto Durán, ganando la 1.ª el 15 de febrero, en Argentina, Mar del Plata, ante 9.000 espectadores, y perdiendo la revancha en el Gimnasio Nuevo Panamá, el 14 de junio. El 20 de febrero de 1998, disputó con Jackson el fedelatín supermediano, el cual ganó por fallo en diez.
Recibió el Premio Konex - Diploma al Mérito en el año 2000, otorgado por la Fundación Konex, como uno de los 5 mejores boxeadores de la década en la Argentina.
Castro perdió dos peleas más del campeonato mundial: en diciembre de 2000, en Alemania, por nocaut en 10 de la WBC campeón cruceros del mundo Juan Carlos Gómez, y en febrero de 2002, en Phoenix con el IBF campeón mundial crucero Vasiliy Jirov, de Kazajistán, perdiendo por fallo en doce.
El 18 de junio de 2005, Jorge Castro sufrió un accidente automovilístico en Buenos Aires, con un colapso de pulmón y varias costillas. Castro requirió mucha hospitalización y cirugía de emergencia, y quedó en situación estable luego de operado, recuperándose de sus traumatismos.
El 22 de abril de 2006, Castro perdió con José Luis Herrera, en el cuarto asalto por nocaut, y hubo disturbios. Tuvo su revancha ante el mismo oponente, el 27 de enero de 2007, ganándole por nocaut técnico en el segundo asalto. Esta fue su última pelea, ya que se retiró luego.
El 8 de septiembre de 2013, Castro peleó dos asaltos de exhibición con Marcelo Domínguez en el Luna Park.

### Vida después del retiro
El 13 de mayo de 2007 ingresó al reality show Gran hermano Famosos del canal de televisión argentino Telefe. El 9 de julio del mismo año, fue el octavo eliminado con el 73,5% de los votos.
En 2011, participó del reality Bailando por un sueño y resultó eliminado en el segundo ritmo.
En marzo del 2020, compró un gimnasio en Temperley. Producto de la Pandemia por COVID-19, lo tuvo que mantener cerrado. De igual forma, en 2021, pudo abrirlo al utilizar el espacio como comedor, llegando a abastecer a 250 personas. Además de esta labor, Castro fue al Impenetrable chaqueño donde repartió 10.000 kilos de mercadería. Actualmente, se encuentra dando clases de boxeo en su gimnasio junto a dos profesores, estando los tres a cargo de aproximadamente 170 jóvenes. Por otro lado, tiene un programa llamado Guantes por la vida con el cual brinda clases teóricas y prácticas de boxeo en cárceles. Producto del apoyo recibido por empresas de la región, donaciones y aportes municipales y provinciales, hoy gestiona cuatro comedores y abastece a otros 10 y a nueve merenderos.
En 2020, condujo el programa de radio El rincón del Roña los martes de 20 a 22 en Radio 26 de julio, AM 1580. Además, ese mismo año, aseguró que Netflix estaba en tratativas de realizar una serie de televisión basada en su vida.
En 2023, manifestó intenciones de ser presidente de la Federación Argentina de Box.

### Paso por la política
Otro de los intereses de Castro ha sido la política. Jorge se define como peronista, y ha integrado gobiernos agrupados bajo dicho corte ideológico.
Fue concejal de Caleta Olivia, su ciudad natal, en 1996 bajo el gobierno provincial de Néstor Kirchner. Luego, cuando este asumió como presidente, integró la Secretaría de deportes de la Nación hasta la presidencia de Mauricio Macri cuando fue desplazado.
Hoy trabaja en la Subsecretaría de deportes del Gobierno de la Provincia de Buenos Aires. Desde hace años, ha hablado de su intención de postularse para distintos cargos: En 2021 manifestó querer ser diputado, en 2023 tuvo intenciones de postularse para concejal de Lomas de Zamora, y en 2024, dijo querer ser intendente del mencionado municipio.